# Antonio Genovesi
Antonio Genovesi (Castiglione del Genovesi, 1º novembre 1713 – Napoli, 22 settembre 1769) è stato uno scrittore, filosofo, economista e sacerdote italiano.
Studiò filosofia e teologia, nel 1736 venne ordinato diacono e a ventiquattro anni fu nominato maestro di retorica. Nel 1738 divenne sacerdote. Nelle sue opere, per cui utilizzò la lingua italiana invece dell'usuale latino, ricercò un compromesso tra idealismo ed empirismo, cercando ad ogni costo di salvare gli essenziali valori religiosi della filosofia cristiana. Tra i suoi lavori più importanti si ricorda Meditazioni filosofiche, Lezioni di commercio o sia d'economia civile e Della diceosina o sia della Filosofia del Giusto e dell'Onesto.

## Biografia
Figlio di Salvatore Genovese, calzolaio e piccolo imprenditore, e di Adriana Alfinito di San Mango, nacque a Castiglione, Salerno (da distinguersi dalla omonima Castiglione di Ravello, situata sempre nella stessa provincia) nel 1713.
Il padre lo indirizzò in tenera età verso gli studi. A quattordici anni fu affidato agli insegnamenti di Niccolò Genovese, un congiunto, giovane medico tornato da Napoli, il quale lo istruì in filosofia peripatetica per due anni e in quella cartesiana per un anno. A diciotto anni, nel corso degli studi teologici, Genovesi si innamorò di una ragazza di Castiglione, Angela Dragone. Questo amore non trovò l'approvazione del severissimo genitore il quale condusse immediatamente il figlio a Buccino, dove abitavano alcuni parenti, presso il convento dei Padri Agostiniani dove seguì gli insegnamenti teologici e filosofici del prete Giovanni Abbamonte, appassionandosi al latino e al greco.
Ricevette l'ordinazione a diacono dopo aver superato l'esame di teologia dogmatica alla presenza dell'arcivescovo di Salerno Fabrizio di Capua il 22 dicembre 1736, presso la Cattedrale di Salerno. A ventiquattro anni fu nominato maestro di retorica presso il seminario di Salerno dove incontrò il vice rettore, Antonio Doti, dal quale ricevette insegnamenti di lingua francese e lezioni di perfezionamento nel latino e nell'italiano.
Nel 1738, a venticinque anni, venne ordinato sacerdote e, dopo pochi mesi, si trasferì a Napoli, dove intraprese dapprima la carriera forense, che lasciò presto. Nel 1739 fondò una scuola privata di metafisica e teologia. A Napoli fu in contatto con Giambattista Vico e nell'Università di Napoli, nel 1741, ottenne la cattedra di metafisica. Alcune sue posizioni teologiche contenute nella suo libro Elementa Metaphysicae pubblicato nel 1743, furono dai suoi nemici considerate eretiche, e dovette servirsi dell'intervento dell'arcivescovo di Taranto Celestino Galiani, e dello stesso pontefice Benedetto XIV per conservare l'abito talare. In seguito a queste denunce lasciò l'insegnamento della metafisica nell'università di Napoli, per passare, nel 1745, all'etica, cattedra che era stata tenuta in passato da Vico.
L'evoluzione dalla metafisica-teologia all'etica proseguì con il passaggio all'economia, avvenuto nei primi anni cinquanta, quando si compì la trasformazione 'da metafisico a mercante', come egli stesso ebbe a scrivere nella sua autobiografia. Divenne titolare a Napoli della cattedra di 'commercio e meccanica', istituita con fondi privati dal toscano Bartolomeo Intieri: fu la prima cattedra pubblica di economia politica di cui si abbia traccia in Europa, se non consideriamo cattedre di economia quelle istituite negli anni venti del XVIII secolo in Prussia nell'ambito della tradizione camerale. Il suo lavoro come economista è stato quello più fecondo, tanto che Genovesi divenne un autore fondamentale per la tradizione italiana e non solo (le sue Lezioni furono tradotte in spagnolo, e parzialmente in francese).
Morì a Napoli il 22 settembre 1769. La salma fu sepolta nella chiesa del monastero di Sant'Eframo Nuovo (o Sant'Eusebio) a cura del suo amico Raimondo di Sangro, Principe di San Severo. Tuttavia non ebbe un sepolcro individuabile, ma fu semplicemente deposto nella cripta. In seguito a ristrutturazioni della chiesa nei primi anni trenta del XX secolo, le ossa della cripta (e dunque anche quelle del Genovesi) furono trasferite nella chiesa di Sant'Eframo Vecchio.

## Pensiero filosofico
Si diffondevano in quel tempo i primi accenni di rivolta allo spirito e al costume della Controriforma: gli spunti di polemica antigesuitica e anticlericale, la ripresa della lotta in difesa dell'autonomia dello Stato laico contro ogni interferenza della Chiesa, i primi elementi di una teoria delle monarchie illuminate e del regime paternalistico, nonché, sul piano letterario, l'avvento di una poetica e di una critica più aperte e coraggiose.
In pratica, fu l'inizio della vera rivoluzione culturale che si attuò nella seconda metà del Settecento sotto il segno dell'Illuminismo caratterizzata dalla necessità di trasformare integralmente i cardini della vecchia civiltà in tutte le sue manifestazioni. In questo ambito, il pensiero politico di Genovesi fu decisamente di tipo riformatore: fu definito "un anglofilo sotto spoglie francesi", nello scritto di Paola Zanardi sull'influenza di David Hume nell'Illuminismo napoletano.
Nelle sue opere filosofiche, Genovesi persegue un compromesso tra idealismo ed empirismo, cercando ad ogni costo di salvare gli essenziali valori religiosi della filosofia cristiana.

## Pensiero economico

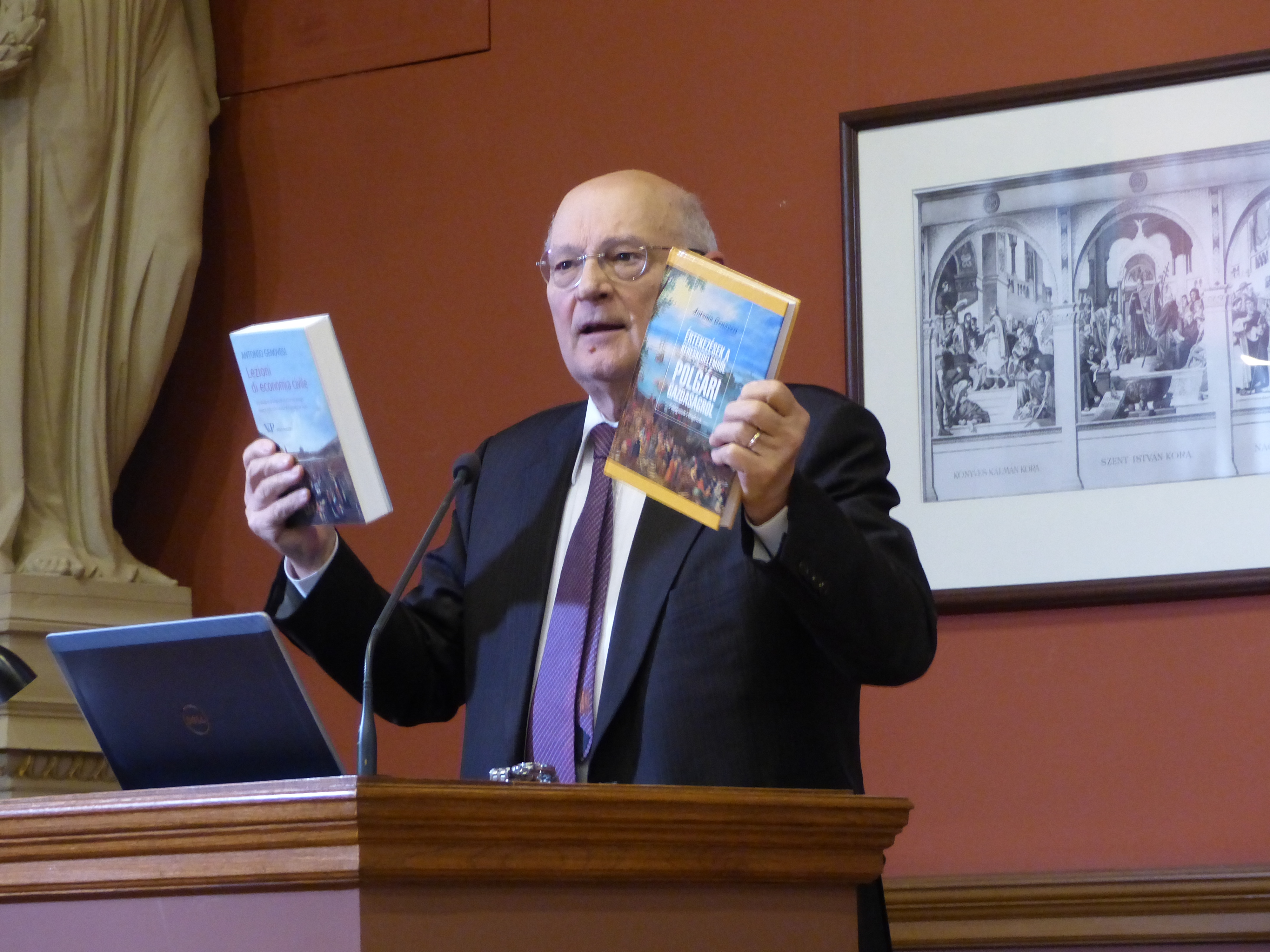
Stefano Zamagni presenta alcune opere di Antonio Genovesi tradotte in ungherese

Antonio Genovesi recepì l'influenza del nuovo panorama culturale italiano, con la voglia di cercare con studi ed esperimenti il concetto della pubblica felicità, consistente nel far uscire l'uomo dallo stato di "oscurità" (Illuminismo, che in Francia era già in atto: Les Lumières). Egli prese coscienza della decadenza culturale, materiale e spirituale dopo il periodo d'oro del Napoletano e, quindi, si rese conto della necessità di intervenire per riportare le arti, il commercio e l'agricoltura a nuovi splendori.
Per tale motivo, abbandonò l'etica e la filosofia e si dedicò allo studio dell'economia affermando tra le altre cose, che essa doveva servire ai governi per alimentare la ricchezza e la potenza delle nazioni, argomento cardine della filosofia smithiana. Ritiene che per favorire il benessere sociale sia necessario promuovere la cultura e la civiltà, per questo motivo è il primo cattedratico ad impartire le sue lezioni in italiano anziché in latino. Dal 1754 fu docente di economia politica, occupando una cattedra istituita appositamente per lui di “commercio e meccanica” presso l'Ateneo napoletano da Bartolomeo Intieri. Soggiornò più volte nel palazzo proprio di Bartolomeo Intieri a Massaquano per lunghi periodi dove si rifugiava per trovare "la musa ispiratrice" e lì infatti scrisse alcune sue opere.
Genovesi sostiene che anche le donne e i contadini abbiano diritti alla cultura poiché questa è uno strumento fondamentale per realizzare l'ordine e l'economia nelle famiglie, e di conseguenza nella società, è inoltre importante anche l'educazione degli uomini e in particolar modo lo sviluppo delle arti e delle scienze, contrapponendosi all'idea di Rousseau per il quale il progresso costituisce la fonte di tutti i mali. Denuncia anche la presenza di un numero eccessivo di persone che vivono esclusivamente di rendita e affronta tematiche importanti come; problemi di debito pubblico, inflazione e circolazione monetaria.
Il suo pensiero economico è espresso nel volume Lezioni di commercio o sia di economia civile pubblicato nel 1765 e considerate una delle prime opere scientifiche in materia economica. Il Genovesi cercò, così, di indicare la via per alcune riforme fondamentali: dell'istruzione, dell'agricoltura, della proprietà fondiaria, del protezionismo governativo su commerci e industrie.
In occasione della carestia che colpì l'Italia nel 1764, sostenne convintamente la liberalizzazione del mercato granicolo interno, come mostrano le prefazioni e i commenti che scrisse alle opere di Cosimo Trinci e Claude-Jacques Herbert.

## Stile letterario
Tenne sempre le sue lezioni in lingua italiana grazie alla sua passione per il civile: viene ricordato per essere stato il primo docente a non esprimersi in latino durante i suoi corsi e per essere stato tra i primi a scrivere trattati di metafisica e di logica in italiano. Così operò, anche e soprattutto, per diffondere lo studio dell'Economia e delle scienze nel popolo: in questo atteggiamento Genovesi è ancora una volta in piena continuità con gli umanisti, giudicando anche questo un mezzo di incivilimento.

## Opere

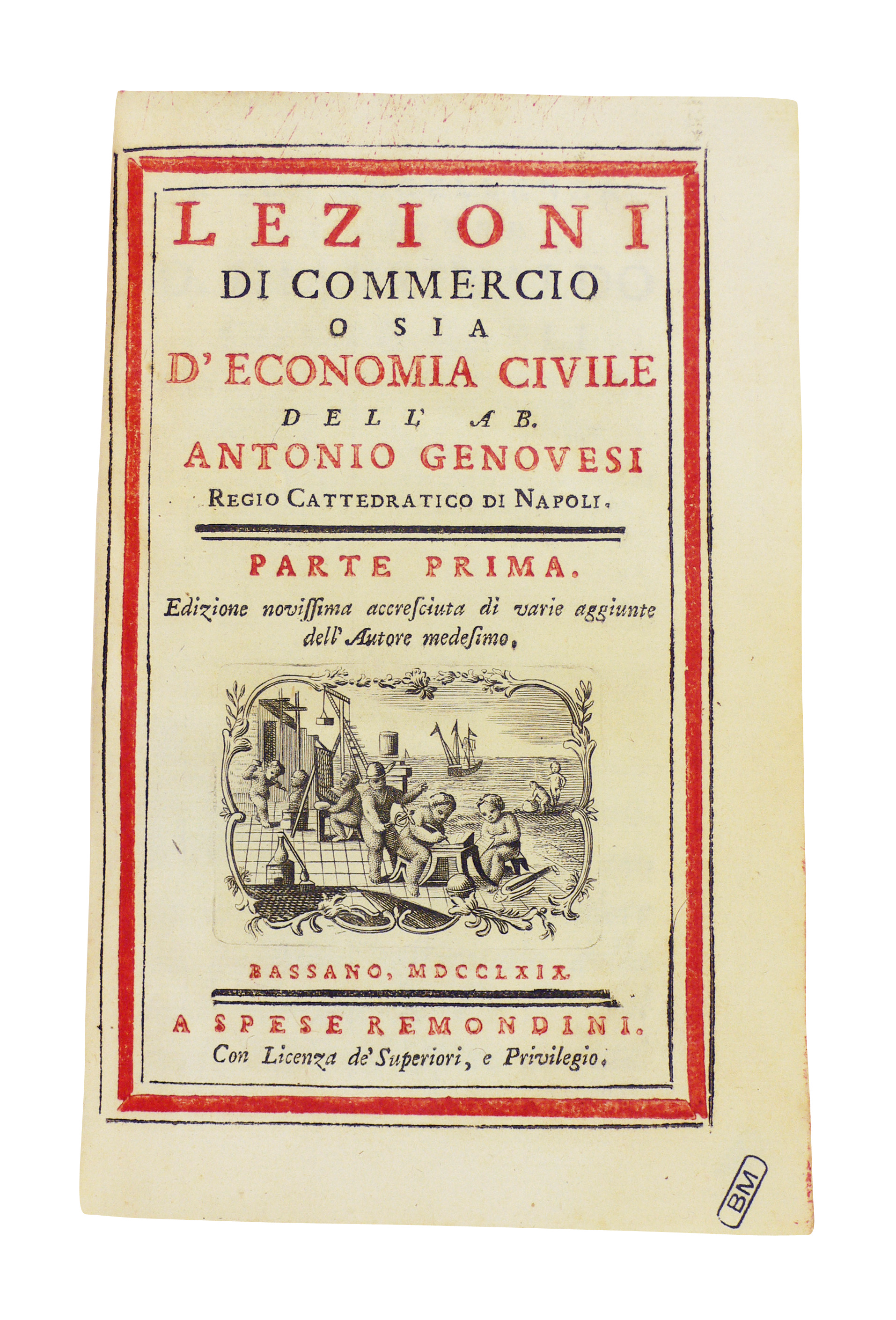
Lezioni di commercio, 1769 (Fondazione Mansutti, Milano).

Tra le sue opere, le principali sono: 
- Elementa metaphysicae mathematicum in morem adornata, 4 volumi, Napoli 1743-1756, seconda edizione in 5 volumi, 1760-1763;
- Elementorum artis logicae-criticae libri quinque, 1745 (traduzione italiana di Giuseppe Manzoni, Gli elementi dell'arto logico-critica, Venezia, 1783);
- Meditazioni filosofiche, 1758;
- Lettere filosofiche, 1759;
- Lettere Accademiche, 1764;
- Memorie Autobiografiche, 1756;
- Lezioni di commercio o sia d'economia civile, 1765;
- Della diceosina o sia della Filosofia del Giusto e dell'Onesto, 1766;
- Delle Scienze Metafisiche per li giovanetti, 1767;

Altre opere da ricordare sono La logica per i giovanetti, Istituzioni di Metafisica per Principianti  e Lettere familiari, che testimoniano l'intensa corrispondenza epistolare tra l'abate e il letterato dell'epoca Ferrante de Gemmis, uno dei pochi testimoni dell'illuminismo pugliese.

### Altro
- Introduzione del libro di  John Cary, Storia del commercio della Gran Brettagna (tradotto da Pietro Genovesi), Napoli, Benedetto Gessari, 1757.